# 岐阜県スポーツ科学センター

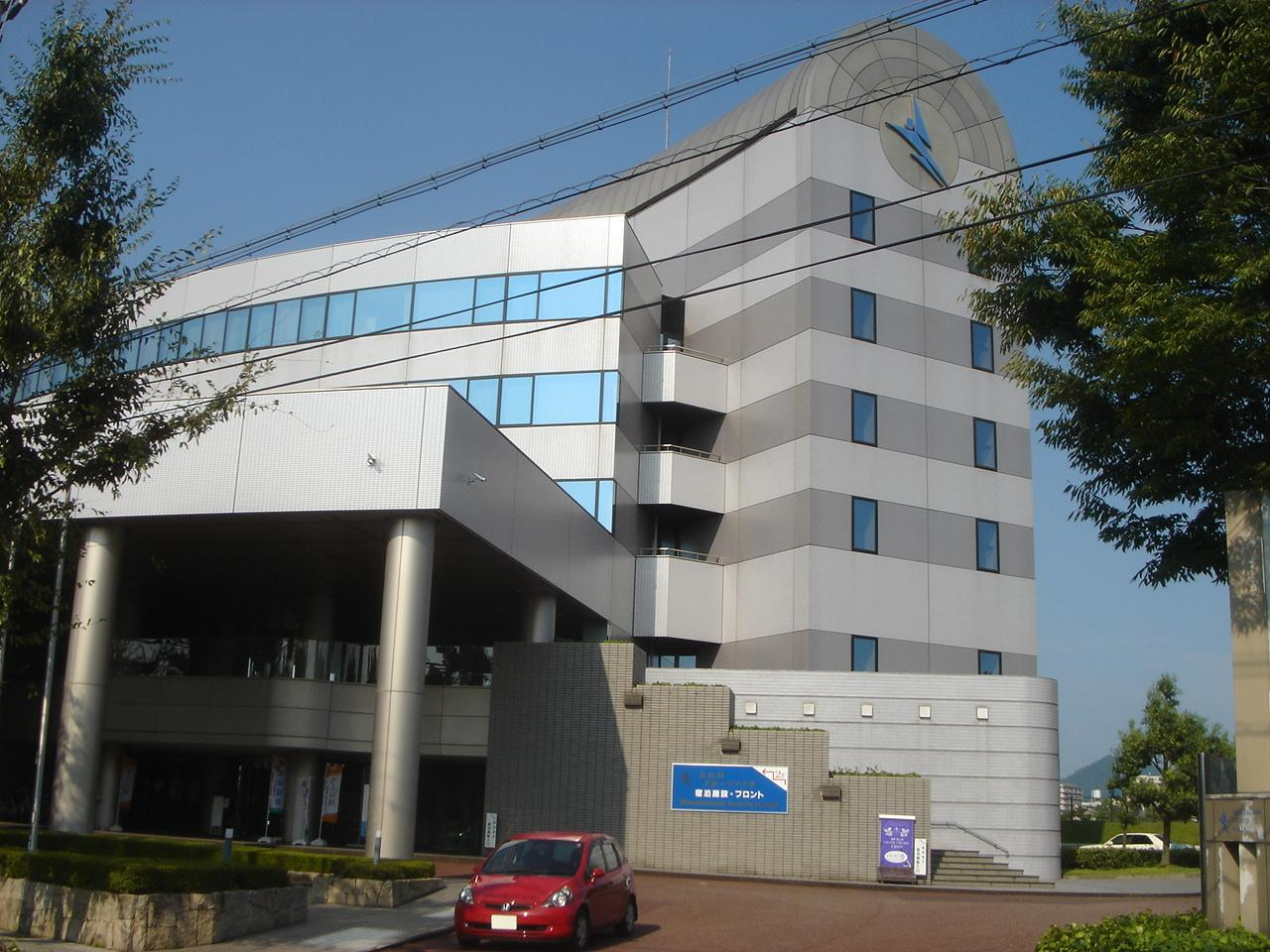
エントランスより（2007年撮影）

岐阜県スポーツ科学センター（ぎふけんスポーツかがくセンター、Gifu Sports Science Center：略称GSSC）は、岐阜県岐阜市にあるスポーツ選手の競技力向上のための拠点施設である。スポーツ指導者の育成、および岐阜県にゆかりのあるアスリートの競技力を科学的に分析し、向上させることを目的に造られた。
旧名称はスポーツ科学トレーニングセンターであったが、2015年4月に県の組織改編が行われ、現名称となった。オリンピック出場レベルのアスリート育成が主な目標になっている。
岐阜メモリアルセンターの長良川球技メドウに隣接する6階建ての曲線を生かしたデザインの建物の1階部分が、当センターである。同じ建物の2階から最上階6階までは長良川スポーツプラザ。公益財団法人岐阜県体育協会が管理運営を行っている。1993年開館。 

## アクセス
- 岐阜バス
  - 「岐阜メモリアルセンター前」、「長良西小学校前」下車徒歩5分

## 施設
- ミーティングルーム（定員30名）
- 運動測定室 - 肘関節や膝関節などの動的筋力を測定する筋力測定器、パワー測定などを行う自転車エルゴメータ他。
- 動作分析測定室 - 床反力測定器、画像解析装置他。

※運動測定室、動作分析室で測定したデータに基づき科学的なトレーニング指導を総合的に行う。
- スポーツ相談室・メンタルトレーニングルーム - 選手と担当者の1対1の面接または集団面接を行う。
- スポーツ健康相談室 - 健康管理に関する相談やマッサージ等の施術を行う。

## その他
- 1994年よりフィジカルトレーニング、メンタルトレーニング、インテレクチュアルトレーニングの3本柱で、小・中・高等学校の一貫指導を踏まえた内容の指導の手引き「競技種目別の指導の手引き」を作成し、岐阜県内の中学校や高等学校とスポーツ少年団の指導者などの配付。この手引きは岐阜県図書館ならびに施設内の「情報スペース」にて閲覧、貸出しが可能である。以下は手引き作成済みの競技。
  - サッカー
  - バスケットボール
  - 野球
  - 野球バッテリー編
  - バレーボール
  - 柔道
  - バドミントン
  - 剣道
- 分館として御嶽濁河高地トレーニングセンターがある。